# Ahmed Magdy (cầu thủ bóng đá, sinh 1989)
Ahmed Magdy (tiếng Ả Rập: أحـمد مجـدي; sinh ngày 9 tháng 12 năm 1989) là một cầu thủ bóng đá người Ai Cập, thi đấu cho El Ittihad Alexandria Loan From Zamalek SC và đội tuyển quốc gia Ai Cập ở vị trí hậu vệ phải.

## Sự nghiệp
Bản mẫu:Emptysection